# Avanti!
För andra betydelser, se Avanti.
Avanti! var en italiensk socialistisk tidning som publicerades mellan 1896 och 1993. Benito Mussolini, fascistpartiets grundare var chefredaktör från 1912 till 1914, då han uteslöts ur partiet på grund av krigsvänlig propaganda.
Efter 1993 har en version av tidningen fortsatts att ges ut i de närmaste kretsarna kring det italienska socialdemokratiska partiet Partito Socialista – Nuovo PSI.